# Afrocoelichneumon scopulifer
Afrocoelichneumon scopulifer är en stekelart som först beskrevs av Morley 1919.  Afrocoelichneumon scopulifer ingår i släktet Afrocoelichneumon och familjen brokparasitsteklar. Utöver nominatformen finns också underarten A. s. rubidus.